# Skirö landskommun
Skirö landskommun var en tidigare kommun i Jönköpings län.

## Administrativ historik
När 1862 års kommunalförordningar trädde i kraft den 1 januari 1863 inrättades i Sverige cirka 2 400 landskommuner samt 89 städer och ett mindre antal köpingar.
Då inrättades i Skirö socken i Östra härad i Småland denna kommun.
Vid kommunreformen 1952 uppgick den i Nye landskommun. När denna 1971 upplöstes övergick denna del till Vetlanda kommun.

## Politik

### Mandatfördelning i Skirö landskommun 1946
| 4 | 10 | 3 | 3 |

| 20 |